# 7046 Reshetnev
7046 Reshetnev este un asteroid din centura principală, descoperit pe 20 august 1977, de Nikolai Cernîh.